# Светлост се угасила
Светлост се угасила је први роман енглеског писца Радјарда Киплинга, нобеловца, први пут објављен у Липинкотовом месечном часопису јануара 1891. Већи део радње романа смештено је у Лондон, али се многи важни догађаји у целој причи дешавају у Судану и Порт Саиду. Прати живот Дика Хелдара, уметника и сликара који је ослепео, и његову неузвраћену љубав према својој другарици из детињства, Мејзи.
Киплинг је написао роман када је имао 26 година, и он је полу-аутобиографски, заснован на сопственој неузвраћеној љубави према Флоренс Гарард. Иако су га критичари лоше прихватили, роман је успео да се штампа током више од једног века. Такође је адаптиран у представу, два нема филма и драмски филм.

## Позадина
У време када се Киплинг вратио у Енглеску 1889. године, био је на добром путу до књижевне славе захваљујући својим успешним кратким причама. Међутим, како се од њега очекивао роман, почео је да пише Светлост се угасила у врло кратком року од три месеца. Инспирација за роман била је његова неуспела веза са Флоренс Гарард, коју је први пут срео када се укрцао са својом сестром у Саутсију, на југу Енглеске. 
Киплинг је остао у контакту са Гарардовом након што се вратио у Индију да ради као репортер, дописујући се с њом преко писама. Она је прекинула њихову везу након две године, остављајући Киплинга уништеног јер је веровао да се верио са њом.  Поново ју је срео 1890. у Лондону и покушао да обнови њихову везу. Посетио ју је и у Паризу где је студирала на уметничкој академији Џулијан. Није познато шта се догодило између њих, осим да он никада више није видео Гарардову. 
Док је већина радње романа смештена у Лондон, војни походи су смештени у Судан и Египат, посебно у Порт Саид и Суакин. Махдистички рат служи као позадина Диковог првог сусрета са Торпенхауом и његове касније смрти током поновног освајања. 

## Резиме радње
Прича почиње тако што су Дик и Мејзи као деца сирочад у приморском пансиону под старатељством гђе. Џенет (садисткиња извучена из Киплинговог сопственог детињства са госпођом Холовеј). Дик признаје своју заљубљеност у Мејзи, али она га обавештава да ће ускоро отићи да заврши школовање.
Годинама касније, Дик ради као сликар и уметник међу британским оружаним снагама у Судану. Упознаје ратног дописника по имену Торпенхау који, сведочећи о његовој вештини, организује да Дика унајми синдикат за који ради. Двојица мушкараца брзо склапају пријатељство и помажу један другом у својим пословима. Дик је касније повређен мачем у главу и проводи ноћ у делиријуму, тугујући због Мејзи. Када се кампања заврши, Дик се враћа у Лондон где се на крају поново уједињује са Торпенхауом. Његове ратне скице привукле су пажњу у Енглеској и када његови бивши послодавци покушавају да задрже његове поднете радове, Дик присиљава њиховог представника да их врати. Он дели изнајмљени стан са Торпенхауом у Лондону где њих двојица проводе време радећи и разговарајући о уметности заједно са још неколико пријатеља. Дик поново наилази на Мејзи која такође ради као сликарка и ученица код Дикове бивше учитељице, Ками. Он жели да обнови њихову везу и иако она одбија, замоли га да је посећује сваке недеље јер цени његове савете о свом послу. Он попушта, претпостављајући да ће га она заволети као што он воли њу. Такође упознаје Мејзину цимерку, црвенокосу девојку која га од почетка презире.
Док разговара о њеном раду, Дик улази у расправу са Мејзи око њеног покушаја да наслика „Меланхолију“ из књиге „Град страшне ноћи“. Дик каже да је то ван њених могућности и изјављује да он то може боље. Мејзи ускоро одлази у Париз да ради неколико месеци код Ками, а Дик је испраћа у луци. Коначно је убеђује да му да пољубац, што је разбеснело црвенокосу девојку. Када се вратио у своју собу, открива да је Торпенхау довео лепу младу проститутку по имену Беси коју је пронашао срушену у ходнику. Заинтересован њеним лицем, Дик убеђује девојку да се врати у његов атеље како би он могао да је слика и плати за то. На крају, Беси покушава да заведе Торпенхауа иако их прекида Дик, који прекори Торпенхауа и шаље га напоље. Беси је бесна на Дика, али наставља да му буде модел због новца. Дик ради своју идеју о "Меланхолији" коју моделира на Беси, али на свој ужас открива да ће ослепети због повреде у бици. Он успева да заврши слику недељу дана након што се Торпенхау вратио, ослањајући се на виски. Међутим, Беси уништава слику у знак освете за његово раније мешање. Торпенхау то крије од Дика, који је сада потпуно слеп, жалећи што је икада помогао девојци.
Када стигну вести о новој кампањи у Судану, Торпенхау посећује Мејзи у Паризу и убеђује је да се сретне са Диком у нади да ће се она бринути о њему. Иако видно узнемирена, она одбија и Дик је нежно замоли да оде. Ову чињеницу крије од Торпенхауа, који са пријатељима одлази у кампању. Дик се поново сусреће са Беси и након сазнања за уништење "Меланхолије" одлучује да оде у кампању. Уз помоћ познаника у Порт Саиду, стиже на бојно поље на самом почетку битке, али бива убијен метком у главу.

## Теме
Главна тема која се провлачи кроз роман је неузвраћена љубав, оличена у Диковој љубави према Мејзи и његовим крајње узалудним покушајима да се она заузврат заљуби у њега. Насупрот томе, роман такође истражује пријатељство између Дика и Торпенхауа, а  Гардијан напомиње да је то „једина емоционално задовољавајућа веза“ у роману.  Киплинг такође приказује окрутност и бруталност у рату, као и у свакодневном животу, у догађајима као што су Торпенхауово ископавање ока арапском војнику, Диково малтретирање представника синдиката, његов третман Беси и његов одговор на упуцавање непријатељских војника у завршном поглављу.  Он се такође фокусира на уметност и улогу уметника, а Дикове слике чине централно обележје, посебно "Меланхолија" која је на крају уништена.  Киплинг посебно исмејава комерцијализацију уметности када Дика куде његови пријатељи због његове ароганције према успесима и љубави према новцу. Он то супротставља Диковом сарказму јер је морао да чисти графички портрет суданског војника да би се допао широј јавности. 
Роман такође истражује маскулинитет и супротставља га женским особинама и улогама као што је то било током викторијанског периода. Ово је очигледно у Диковом искуству као ратног уметника за које се показало да му је дало ширу перспективу његове уметности и нешто што Мејзи никада неће искусити.  Киплинг такође показује ефекат злостављања у детињству јер је гђа. Џенет својим поступањем према Дику довела до тога да он постане „природни лажов“ и „запуштеног тела и дивљак у души“. То се огледа у његовом каснијем малтретирању представника синдиката. 
Роман се такође бави слепилом и Диковим клизањем у очај и беспомоћност услед губитка радне способности и последичног напуштања од стране Мејзи. Дик то сажима изјавом да је „...боље остати сам и трпети само беду и бити сам, све док је могуће пронаћи дистракцију у свакодневном раду. Када тај ресурс нестане, човека треба сажаљевати и оставити га на миру." 

## Историја публикације
Светлост се угасила је првобитно требало да буде прво објављено од стране Џона В. Ловела у Њујорку, али је то одложено, што је омогућило Липинкотовом магазину да га први објави у јануару 1891. Први Киплингов роман објављен је у четири различите верзије у периоду од две године.  Липинкотово издање имало је дванаест поглавља и срећан крај. Међутим, Киплинг је првобитно написао верзију од петнаест поглавља која се завршила Диковом смрћу. Одлучивши да би то било превише тужно за јавност, променио је то.   Липинкот је платио Киплингу 800 долара за роман. 
Издање од петнаест поглавља ће касније бити објављено у тврдом повезу „Стандардно издање“ од стране Macmillan Publishers са уводном напоменом која је гласила: „. . . Светлост се угасила онако како га је писац првобитно замислио." Верује се да је Киплингова мајка вршила притисак да се објави срећан крај због чега је Киплинг касније зажалио, што је довело до белешке у „Стандардном издању“ романа. 

## Оцене критичара
Светлост се угасила наишла је на лош пријем од стране критичара. Џед Адамс назива роман богато откривајућим иако је био лоше рецензиран, посебно његове човекољубиве и мизогине подлоге. Он то назива „...метафором за неуспешну галантност мушкарца из 19. века који се суочава са новом женом“.  Ендру Лисет, у својој биографији Киплинга, назвао га је „одраслим романом емоционално незрелог човека“.  Различито је исмеван као „сентименталан, неструктуриран, мелодраматичан, шовинистички и неуверљив“.  Сам Киплинг је у својој аутобиографији признао да је роман био конте (кратка прича о авантури), а не изграђена књига.  Лорд Биркенхед назива роман „трулом јабуком” међу осталим Киплинговим објављеним делима.  Џорџ Орвел, у непотписаној рецензији „Радјарда Киплинга“ Едварда Шенкса,  каже: „Занимљиво је да он (Шанкс) има веома лоше мишљење о том одличном роману“. 

## Адаптације
Представа Џорџа Флеминга, са Џонстоном Форбс-Робертсоном, његовом супругом Гертрудом Елиот и Сидни Валентајн, у главним улогама, први пут је постављена на Вест Енду од фебруара до априла 1903.  и пресељена на Бродвеј у новембру, чиме је прича постала познатија.  Направљен је у неми филм Патеа из 1916. са Робертом Едесоном и Хосе Колинс, неми филм из 1923. компаније Famous Players-Lasky и филм Парамаунта из 1939. у којем је Роналд Колман у главној улози, са Мјуријел Ангелус, Идом Лупино и Волтером Хустоном. Такође је адаптиран за телевизију у САД 1961. од стране Breck Shampoo Company, са Ричардом Бејзхартом у улози Хелдара и Сузан Харисон као Мејзи. 
Светлост се угасила је адаптирана као радио-драма од стране Сема Дана као део серије Химана Брауна CBS Radio Mystery Theater, а емитована је 28. фебруара 1977. 